# 개념 미술
개념 미술(영어: conceptual art)은 작품에 포함된 개념 또는 관념이 전통적인 미학적, 기술적, 물질적인 것보다 선행하는 미술이다. 설치 미술로 불리는 일부 개념 미술 작품은 이미 작성된 안내를 따라 누구라도 간단히 구축될 수 있다. 이러한 방법은 미국의 예술가인 솔 르윗(Sol LeWitt)의 개념 미술에 대한 정의에서 근본적인 것이었다.

개념 미술에서 관념이나 개념은 작품의 중요한 측면이다. 예술가가 예술의 개념적인 형태를 사용할 때, 이는 계획과 결정의 모든 것이 미리 이뤄져 있으며, 실행은 형식적인 작업에 불과하다. 관념은 예술을 만드는 기계가 된다.

In conceptual art the idea or concept is the most important aspect of the work. When an artist uses a conceptual form of art, it means that all of the planning and decisions are made beforehand and the execution is a perfunctory affair. The idea becomes a machine that makes the art.
⟪개념 미술⟫의 저자 토니 갓프리(Tony Godfrey)는 개념 미술은 예술의 본성에 의문을 제기한다고 주장한다. 예술이 스스로 자신의 본성을 검토하여야 한다는 개념은 1950년대의 영향력 있던 미술 평론가 클레먼트 그린버그(Clement Greenberg)의 현대 미술에 대한 통찰의 중요한 측면이었다. 언어를 기반으로 하는 미술의 등장과 함께 조셉 코수스(Joseph Kosuth), 로렌스 위너(Lawrence Weiner), 아트 앤드 랭귀지 그룹은 예술에 대한 과거에 가능했던 것보다 훨씬 급진적인 의문을 제기하였다. 그들이 의문을 제기한 최초이자 가장 중요한 것 중 하나는 예술가의 역할이 특정한 종류의 물질적인 객체를 창작하는 것이라는 일반적인 가정이었다.
1990년대의 영 브리티시 아티스트와 터너상의 연합으로, 대중적인 용법에서, 특히 영국에서, 개념 미술은 회화와 조각의 전통적인 기술을 실천하지 않는 모든 현대 미술을 지칭하게 되었다. Mel Bochner은 1970년대 초에 왜 그가 개념적인(conceptual)이라는 형용사를 좋아하지 않는지를 설명하며 개념이 말하는 것이 언제나 완전히 명확하지 않고 "의도"와 혼동될 위험이 있다고 말하였다.

## 역사

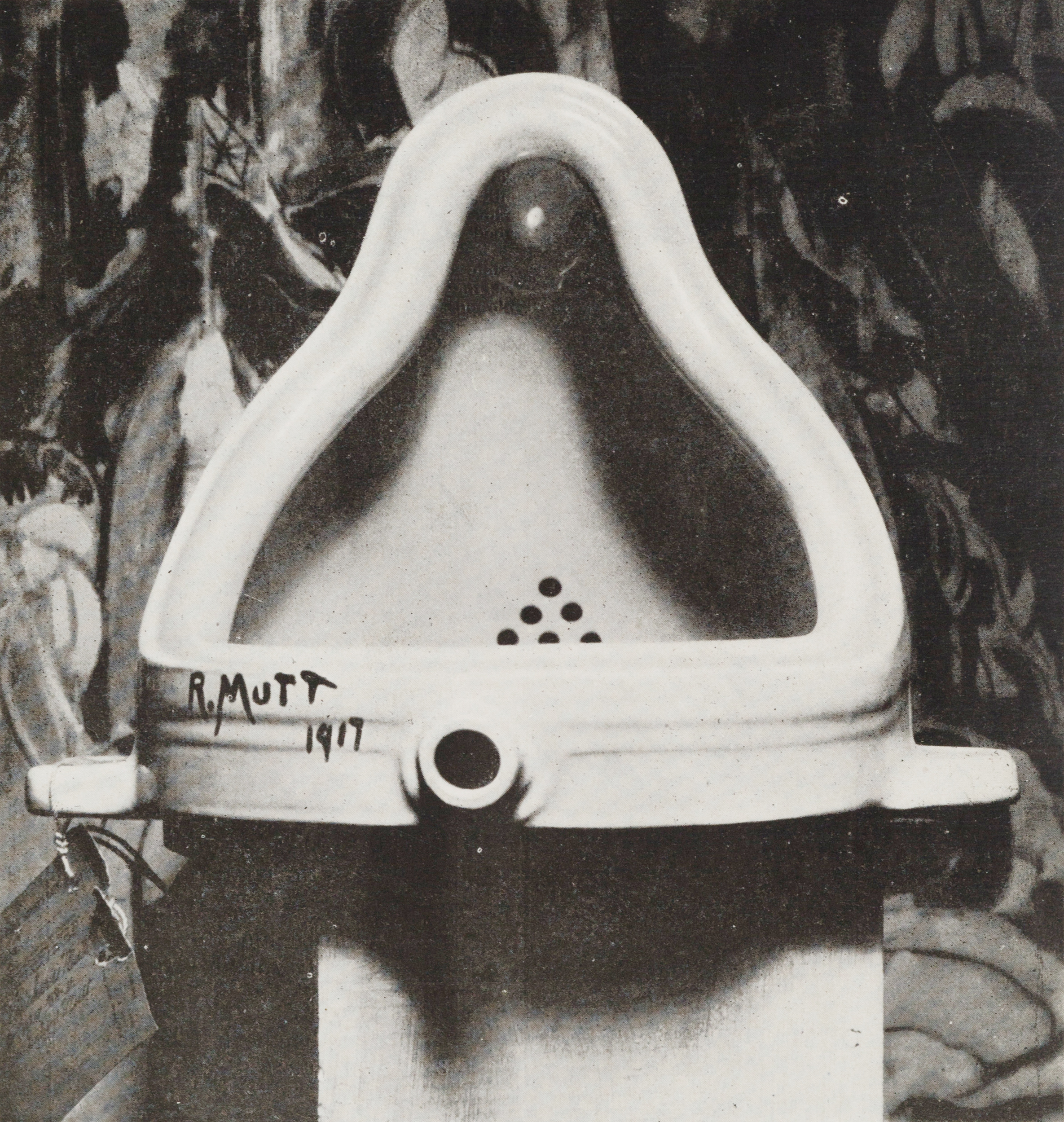
마르셀 뒤샹, 《샘》

프랑스의 화가 마르셀 뒤샹은 예를 들어 레디메이드 아트와 같은 개념적인 작품의 예를 제시하여 개념 미술을 길을 닦았다. 뒤샹의 가장 유명한 레디메이드 아트 작품은 샘이다. 예술적 전통은 보통의 객체는 그것이 예술가에 의해 또는 예술이라는 의도로 창조되지 않았거나 그것이 유일하거나 수공이 아니기 때문에 미술로 보지 않는다. 미래의 개념 미술을 위한 뒤샹의 타당성이나 이론적인 중요성은 이후에 미국의 예술가 조셉 코수스(Joseph Kosuth)가 1969년에 쓴 수필인 〈철학 다음의 예술〉("Art after Philosophy")에서 인식되었으며, 조셉은 "미술은 오직 개념적으로만 존재하기 때문에 (뒤샹 다음의) 모든 미술은 개념적이다."라고 썼다.
1956년 레트리즘의 창시자인 이시도르 이주(Isidore Isou)는 현실에서 창조될 필요는 없으나 지적으로 숙고됨으로써 미적인 보상을 제공할 수 있는 미술 작품의 개념을 고안하였다. 이러한 개념은 고트프리트 빌헬름 라이프니츠의 개념적이지 않고는 실질적으로 존재할 수 없는 양인 무한소에서 파생되었다. 이주의 운동이 구체화된 Excoördism은 무한하게 작고 무한하게 큰 예술로서 스스로를 규정한다.
1961년 예술가 헨리 플린트(Henry Flynt)가 정의한 개념 미술(concept art)은 플럭서스의 전신인 출판물 《언 앤솔로지 오브 챈스 오퍼레이션》(An Anthology of Chance Operations)에서 등장하였다. 그러나 예술가의 사회적, 철학적, 심리학적 지위에 대한 비평적인 의문을 지지하며 전통적인 미술적 대상을 거부한 조셉 코수스와 아트 앤드 랭귀지 그룹이 적용했을 때와는 다른 의미를 가정하였다. 1970년대 중반 그들은 그들이 지지하는 것을 위하여 출판물과 색인, 공연, 텍스트, 그림을 생산하였다. 1970년에 첫 번째 개념 미술 전시회인 《컨셉츄얼 아트 앤드 컨셉츄얼 애스펙츠》(Conceptual Art and Conceptual Aspects)가 뉴욕 문화 센터에서 열렸다.

## 논란
- 미학자 진중권은 조영남이 조수에게 일정한 대가를 주고 자신의 아이디어를 회화로 그리도록 지시한 행위는 개념 미술에 해당된다고 주장하였다.[2]

## 주요 작품
- 하나이면서 셋인 의자

## 같이 보기
- 보디 아트
- E.A.T.
- 레디메이드
- 생성 예술
- 대지 예술